# Почетни граждани на Самоков
Това е списък на почетните граждани на град Самоков.
Списъкът е непълен.

## Списък
- Найден Петков – художник, 1974 г.
- Калина Тасева – художничка, 1975 г.
- Григор Стоичков – министър на строежите и архитектурата, 1976 г.
- Стоян Сотиров – художник, 1976 г.
- проф. Александър Поплилов – художник, 1976 г.
- м.с. Петър Попангелов-младши – ски състезател, 1977 г.
- Живка Сотирова Гуцалска – общественичка, 1978 г.
- Ванко Урумов – художник, 1978 г.
- Дечко Узунов – художник, 1979 г.
- Христо Христов – общественик, 1979 г.
- Никола Сотиров Николов – общественик, 1980 г.
- Рубен Аврамов Леви – общественик, 1980 г.
- проф. Васил Стоин – посмъртно, 1980 г.
- Тома Върбанов – художник, 1981 г.
- Иван Димов Иванов – художник, 1979 г.
- Христо Христов – общественик, 1981 г.
- Трендафил Мартински – секретар на ИК на БКП, 1981 г.
- Георги Янакиев - състезател и треньор по мотоциклетен спорт, спортен функционер.
- Григор Спиридонов – художник, 1982 г.
- Вера Димитрова Никова – общественичка, 1982 г.
- Петър Рогачев – майстор строител, 1983 г.
- генерал-майор Виктор Горбатко – космонавт, 1983 г.
- Истилянка Дашина – общественичка, 1984 г.
- Димитър Киров – художник, 1984 г.
- Христо Максимов
- Атанас Пацев – художник, 1987 г.
- Любен Гайдаров – художник, 1988 г.
- Георги Шишков – ски деятел, 1989 г.
- Шуберт Шпийс – ски деятел, 1989 г.
- Ивайло Йорданов – футболист
- Бисер Георгиев – световен шампион по борба, 1994 г.
- Асен Попвасилев Георгиев – 1996 г.
- Бисер Георгиев – световен шампион по борба, 1997 г.
- Иван Близнев
- Петър Иванов Попангелов – спортен деятел
- Ива Шкодрева-Карагьозова – биатлонистка
- Иван А. Пешин – спортен деятел, 2008 г.
- проф. Димитър Дражев – ски състезател, 1980 г.